# Dichelyne longispiculata
Dichelyne longispiculata är en rundmaskart. Dichelyne longispiculata ingår i släktet Dichelyne, ordningen Spirurida, klassen Secernentea, fylumet rundmaskar och riket djur. Inga underarter finns listade i Catalogue of Life.